# Nyceryx nephus
Nyceryx nephus är en fjärilsart som beskrevs av Hermann Burmeister 1879. Nyceryx nephus ingår i släktet Nyceryx och familjen svärmare. Inga underarter finns listade i Catalogue of Life.